# Thomas Hudson Beare

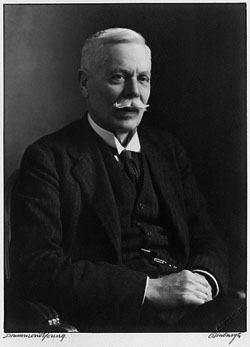
Sir Thomas Hudson Beare

Thomas Hudson Beare (* 30. Juni 1859 in Adelaide; † 10. Juni 1940 in Edinburgh) war ein in Australien geborener britischer Ingenieur.

## Leben
Beare war der jüngste Sohn des australischen Pioniers Thomas Hudson Beare, Sr. und dessen Ehefrau Lucy Bull und damit auf väterlicher Linie ein Nachfahre des im 18. Jahrhundert lebenden Porträtmalers Thomas Hudson. Ausgebildet am Prince Alfred College der University of Adelaide wechselte er nach dem Abschluss als Bachelor of Arts mit einem Stipendium nach London, wo er am University College London weiterstudierte und mit einem Bachelor of Science der University of London abschloss.
1884 übernahm er eine Assistenzstelle beim Professor für Ingenieurwissenschaften am University College. 1887 wurde Beare zum ersten Professor für Ingenieurwissenschaften (Applied Mechanics and Engineering) an der Heriot-Watt University in Edinburgh berufen. Als erste Amtshandlung begann er sofort mit der Ausstattung des ersten Ingenieurlaboratoriums in Schottland. 1889 wechselte er in der Nachfolge von Professor Kennedy an den frei gewordenen Lehrstuhl für Ingenieurwissenschaften des University College in London. Auch hier machte er sich als erstes an die Modernisierung der Labore. 1901 kehrte er in der Nachfolge des verstorbenen George Frederick Armstrong als Regius Professor of Engineering nach Edinburgh zurück. Diesem Lehrstuhl blieb er fortan treu. Er war die treibende Kraft hinter der Ausstattung des Sanderson Engineering Laboratory an der West Mains Road. Es wurde eines der modernsten Labore im Königreich. 1906 eröffneten die neu errichteten Labore ihre Pforten für Lehre und Forschung. 1908 wurde er in den University Court (in Schottland der Vorstand der Universität) gewählt und 1914 wurde er Dekan der Wissenschaftsfakultät. Er blieb in Edinburgh bis zu seinem Tod am 10. Juni 1940.
Neben seinen universitären Aufgaben diente Beare auch als Friedensrichter der Stadt Edinburgh. Er verfasste Artikel für die Encyclopædia Britannica und das Dictionary of National Biography. Als Hobby befasste er sich mit Insektenkunde.

## Ehrungen
1885 wurde Beare zum Associate Member der Institution of Civil Engineers gewählt, 1893 wurde er zum Fellow. Er war seit 1888 Mitglied der Royal Society of Edinburgh, wo er mehrfach als Vizedirektor diente. 1926 wurde er für seine Verdienste um die Ausbildung von Studenten geadelt. 1936 ehrte die University of Edinburgh Beare mit einem Ehrendoktortitel (LL.D).

## Bibliografie
- The bailiff of Blackmoor, 1586 : an examination of the history, laws and customs of medieval and sixteenth century tinners